# Donald blagueur
Pour plus de détails, voir Fiche technique et Distribution.
Donald blagueur (titre original : Out on a Limb) est un court métrage américain réalisé par Jack Hannah, sorti le 15 décembre 1950.
Produit par Walt Disney et distribué par Buena Vista Pictures et RKO Radio Pictures, ce dessin animé fait partie de la série des Donald. 

## Synopsis
En venant élaguer un arbre, Donald aperçoit Tic et Tac en train de stocker leurs noisettes. Il décide de leur jouer un mauvais tour en sciant leur branche

## Fiche technique
- Titre original : Out on a Limb
- Titre français : Donald blagueur
- Série : Donald Duck
- Réalisateur : Jack Hannah
- Scénario : Bill Berg et Nick George
- Animateur : Bill Justice, Volus Jones, Bob Carlson et George Kreisl
- Effets d'animation : Jack Boyd
- Layout : Yale Gracey
- Background : Thelma Witmer
- Musique : Joseph Dubin
- Voix : Clarence Nash (Donald), Dessie Flynn (Tac) et James MacDonald (Tic)
- Producteur : Walt Disney
- Société de production : Walt Disney Productions
- Société de distribution : Buena Vista Pictures et RKO Radio Pictures
- Pays d'origine :  États-Unis
- Langue : Anglais américain
- Format : Couleur (Technicolor) — 35 mm — 1,37:1 — Son : Mono (RCA Photophone)
- Genre : Comédie
- Durée : 7 minutes
- Dates de sortie : 
  -  États-Unis : 15 décembre 1950[1]

## Voix françaises
- Sylvain Caruso : Donald Duck
- Béatrice Belthoise : Tic
- Philippe Videcoq : Tac

## Titre en différentes langues
D'après IMDb :
- Espagne : Donald no se anda por las ramas
- Finlande : Oksalla ylimmällä, Puutarhuri-Aku et Tukalia tilanteita
- Suède : Kalle Anka i klistret et På grön kvist